# Claudia Pandolfi
Claudia Pandolfi (Roma, 17 de noviembre de 1974) es una actriz, cantante y actriz de voz italiana.

## Filmografía

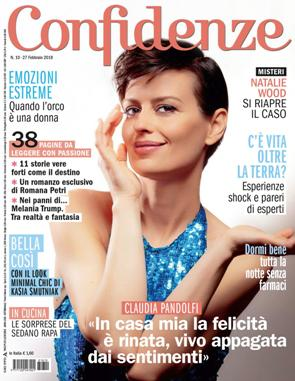
Claudia Pandolfi en Confidenze

### Películas
- Le amiche del cuore, de Michele Placido (1992)
- Ovosodo, de Paolo Virzì (1997)
- La prima cosa bella, de Paolo Virzì (2010)
- Quando la notte (2011)

### Serie de televisión
- Un medico in famiglia - serie de TV, 78 episodios (1998-2001)
- Distretto di Polizia - serie de TV, 105 episodios (2004)
- È arrivata la felicità - serie de TV, 48 episodios (2015-2018)
- Baby - serie de TV (2018-2020)
- Los relojes del diablo - serie de TV (2020)

### Actriz de voz
- Le ho mai raccontato del vento del nord di Daniel Glattauer (Audio Libro)
- Close to Home (voz italiana de Jennifer Finnigan)

## Premios
- David de Donatello
  - 2010 - Nomination a la mejor actriz para La prima cosa bella